# Fédéralisme chinois
Le fédéralisme chinois (chinois simplifié : 中国式联邦主义) désigne toute une série de théories politiques qui affirment que le gouvernement de la république populaire de Chine transfère de fait ou pourrait transférer des compétences aux entités locales que sont notamment les provinces de Chine. Certes, ces provinces ont une dimension qui les placerait en tête des nations existantes au regard de la superficie et de la population. Le journal The Economist posait cependant la question de savoir s'il était vraisemblable que, dans un monde où existent près de deux cents États indépendants, un quart de l'humanité continuerait à rassembler les citoyens d'un seul État-nation, la Chine.

## La poussée fédéraliste de 1920
Les premières propositions en vue de créer une Chine fédérale furent faites peu avant 1920. Dans son étude Constitutions et constitutionnalisme: les efforts pour bâtir un nouvel ordre politique, Xiaohong Xiao-Planes, estime que lassés des gouverneurs militaires, des armées provinciales, Des forces sociales nouvelles entraient en scène: intellectuels militants de la nouvelle culture, notables progressistes, bourgeoisie, classes moyennes urbaines, qui faisaient connaître leur position à travers des télégrammes, des articles de presse, des discours devant les assemblées provinciales ou les associations civiles et professionnelles… C'est dans le Hunan que cette volonté progressiste et démocratique fut la plus radicale. Une Constitution fut promulguée, peut-être même ratifiée par référendum. Elle instituait le suffrage universel, la séparation des pouvoirs le vote des femmes, l'élection du parlement provincial et des conseils régionaux. Un Gouverneur et un Parlement élus entrèrent effectivement en fonction en 1921. Xiaohong Xiao-Planes pense même que Mao Zedong aurait assisté avec enthousiasme à cette révolution démocratique dans la province où il est né. Plusieurs provinces suivirent l'exemple du Huinan dont celle du Zhejiang où il y eut cent projets de constitutions. Mais aussi le Guangdong. 
Le mouvement fédéraliste estimait que la démocratie devait d'abord s'établir dans les provinces, celles-ci se fédéreraient avec des délégués provinciaux rédigeant une Constitution pour toute la Chine. Jean Chesneaux pense que ce mouvement était à la fois conservateur et pénétré d'idées modernes Prasenjit Duara estime lui que le nationalisme chinois centralisateur et moralisateur commit l'erreur de ne pas comprendre que le mouvement fédéraliste était un allié et qu'il plongeait ses racines dans la tradition contestataire chinoise. Mais les provinces avaient mal évalué la force des armées au service des seigneurs de la guerre qui mirent à mal leur expérience, ou la manipulèrent à leur profit en vue de dominer leurs territoires. D'autre part, à l'époque, le Komintern cherchait à nouer des contacts avec le mouvement de Sun Yat-sen et cette stratégie de conquête du pouvoir national amenèrent nationalistes et communistes à s'allier aussi contre le mouvement fédéraliste. À leurs yeux les propositions fédéralistes allaient affaiblir les capacités de la Chine à combattre les envahisseurs ou à légitimer les seigneurs de la guerre.

## Le "fédéralisme"de factoet ses raisons économiques
Aujourd'hui, plusieurs économistes pensent que lors de la réforme économique en Chine[Quand ?], la nation chinoise a commencé sa marche vers un fédéralisme de facto dans lequel les provinces chinoises ont toute latitude pour mettre en œuvre les projets politiques élaborés par le Comité central du Parti communiste chinois et que ces provinces entrent en compétition les unes avec les autres sur le plan économique mais aussi culturel.

### Revue
- Numéro spécial de la revue Hérodote (2000)